# Missa Prolationum
Missa Prolationum ist der (postume) Titel einer Vertonung des Ordinarium Missae von Johannes Ockeghem.
Die Besonderheit liegt in der kompositorischen Gestaltung: notiert sind nur jeweils zwei von vier Stimmen – die beiden nicht notierten Stimmen sind aus den vorhandenen in der Art von Intervall- und Proportionskanons heraus abzuleiten. Als Entstehungszeitraum wird die Mitte bzw. zweite Hälfte des 15. Jahrhunderts angenommen.

## Komposition
Die Komposition ist für vier Stimmen (Bassus, Tenor, Contratenor, Superius) ausgelegt und umfasst die fünf Teile des Messordinariums:
1. Kyrie
2. Gloria
3. Credo
4. Sanctus und Benedictus
5. Agnus Dei (in drei Abschnitten: I, II, III)

In der Komposition der Messe verwendet Ockeghem das Prinzip der Intervallvergrößerung in den Kanons von Messteil zu Messteil: im „Kyrie“ verlangt er zuerst den Kanon im Unisono, in der Obersekund und in der Unterterz, das „Gloria“ bringt den Kanon in der Unterquart, das „Credo“ in der Unterquint, das „Sanctus“ in der Obersext, der Unterseptim, der Oktave und im Benedictus wieder den Kanon in der Unterquart, ebenso das Agnus Dei I; das Agnus Dei II und III bringen den Unter- bzw. Oberquintkanon.
Palestrinas Missa Repleatur os meum verwendet eine ähnliche Idee, nur nicht in der konsequenten Durchführung Ockeghems, auch wenn im ersten Agnus Dei dieser Messe die Notenwerte der den Kanon auflösenden Stimme ebenfalls vergrößert (verdoppelt) werden sollen.
Das beeindruckende Moment dieser Messvertonung ist die Leistung Ockeghems, eine vierstimmige Vertonung in zwei Stimmen so anzulegen, dass sie allen Regeln und Erfordernissen der polyphonen Komposition seiner Zeit Genüge tut.
Gegenwärtig sind die (gewöhnlich anzunehmenden) Choral- oder Liedvorlagen noch nicht identifiziert und man geht also von einer vollkommenen Neukomposition ohne Rückgriff auf einen Cantus firmus aus – eine sehr ungewöhnliche Erscheinung zu jener Zeit.